# Ludwigslust
Ludwigslust (Pronunciação alemã: [luːtvɪçsˈlʊst]) é uma cidade em Mecklemburgo-Pomerânia Ocidental, Alemanha, 40 km a sul de Schwerin. Está situada no distrito de Ludwigslust-Parchim.